# Rivalta Bormida
Rivalta Bormida är en ort och kommun i provinsen Alessandria i regionen Piemonte i Italien. Kommunen hade 1 405 invånare (2018).